# Иражуба
Иражуба (порт. Irajuba)  —  муниципалитет в Бразилии, входит в штат Баия. Составная часть мезорегиона Юго-центральная часть штата Баия. Входит в экономико-статистический микрорегион Жекие. Население составляет 6368 человек на 2006 год. Занимает площадь 383,371 км². Плотность населения — 16,6 чел./км².

## Статистика
- Валовой внутренний продукт на 2003 год составляет 11 941 320,00 реалов (данные: Бразильский институт географии и статистики).
- Валовой внутренний продукт на душу населения на 2003 год составляет 1876,09 реалов (данные: Бразильский институт географии и статистики).
- Индекс развития человеческого потенциала на 2000 год составляет 0,593 (данные: Программа развития ООН).